# أسطورة الباحث
أسطورة الباحث هو الاسم العربي للمسلسل الأمريكي (LEGEND OF THE SEEKER) المبني على رواية سيف الحقيقة (The Sword of Truth) للروائي تيري غودكايند (Terry Goodkind)، الفيلم يحكي قصة شاب يعمل كحطاب يدعي ريتشارد سايفر (Craig Horner)، وكاهنة اعتراف تدعي كايلين (Bridget Regan)، وساحر يدعى زيدكيس (Bruce Spence) مهمتهم هي ايقاف داركن رال (Craig Parker) ساحر قوي لديه جيشه بالإضافة إلى عدد من الساحرات والمشعوذين.
الباحث هو شخص يظهر عندما ينتشر الشر في العالم فيقوم بالبحث عنه أينما كان ويقاتله.

## روابط خارجية
- أسطورة الباحث على موقع IMDb (الإنجليزية)
- أسطورة الباحث على موقع ميتاكريتيك (الإنجليزية)
- أسطورة الباحث على موقع روتن توميتوز (الإنجليزية)
- أسطورة الباحث على موقع كينوبويسك (الروسية)
- أسطورة الباحث على موقع ألو سيني (الفرنسية)
- أسطورة الباحث على موقع قاعدة بيانات الفيلم (الإنجليزية)